# 元偉
元 偉（げん い、生没年不詳）は、西魏の皇族。北周にも仕えて、諸官を歴任した。字は猷道、あるいは子猷。本貫は河南郡洛陽県。

## 経歴
濮陽王元順の子として生まれた。若くして学問を好み、文雅の風があった。弱冠にして、員外散騎侍郎の位を受けた。侍従の功労により、高陽県伯の爵位を受けた。
535年（大統元年）、西魏が建てられると、伏波将軍・度支郎中に任じられ、太子舎人を兼ねた。545年（大統11年）、太子庶子に転じ、兵部郎中を兼ねた。まもなく東南道行台右丞となった。550年（大統16年）、車騎大将軍・儀同三司の位に進んだ。西魏の宗室として、南安郡王の爵位を受けた。551年（大統17年）、幽州都督府長史に任じられた。552年（廃帝元年）、尉遅迥が蜀を攻撃すると、元偉はその下で司録をつとめ、軍中の文章記録をつかさどった。553年（廃帝2年）、蜀が平定されると、功績により邑500戸の加増を受けた。556年（恭帝3年）、六官が建てられると、師氏下大夫の位を受け、爵位は降格されて、淮南県公に改封された。
557年（孝閔帝元年）、北周の孝閔帝が即位すると、晋公宇文護の下で府司録に任じられた。明帝の初年、師氏中大夫の位を受けた。明帝の命を受けて麟趾殿で経籍の校勘にあたった。ほどなく隴右総管府長史に任じられ、驃騎大将軍・開府儀同三司の位を加えられた。562年（保定2年）、成州刺史として出向した。流民の生業への復帰に尽力して、3000人あまりを定住させた。566年（天和元年）、入朝して匠師中大夫となり、司宗中大夫に転じた。571年（天和6年）、随州刺史に任じられたが、母が老齢であることを理由に受けなかった。改めて司宗となった。まもなく母が死去したため、職を辞して喪に服した。573年（建徳2年）、再び司宗となり、司会中大夫の位を受けた。民部中大夫を兼ね、小司寇に転じた。575年（建徳4年）、使主となり、北斉への使者として立った。この年の秋に武帝が親征して北斉を攻撃したため、元偉は北斉に抑留された。577年（建徳6年）、北斉が平定されると、元偉は釈放された。抑留の労を武帝にねぎらわれ、上開府の位を加えられた。庾信に詩を贈られ、その一節に「斉平げて宝鼎帰る」と詠まれた。580年（大象2年）、襄州刺史に任じられ、大将軍に上った。後に病没した。

## 伝記資料
- 『周書』巻38 列伝第30
- 『北史』巻15 列伝第3